# Estación Isabel Victoria
Isabel Victoria es una estación de ferrocarril ubicada en la localidad de Colonia Isabel Victoria del  Departamento Goya en la Provincia de Corrientes, República Argentina.

## Servicios
Se encuentra precedida por el Apeadero Colonia Carolina y le sigue la Estación Santa Lucía.